# Öxnadalsá
Die Öxnadalsá ist ein Nebenfluss der Hörgá im Norden Islands.
Sie entspringt auf der Öxnadalsheiði und fließt gut 25 Kilometer in nordöstlicher Richtung durch das Öxnadalur. Ihr Flusslauf liegt von der Quelle bis zur Mündung mal links mal rechts neben der Ringstraße westlich der Stadt Akureyri.